# Ambulância - Um Dia de Crime
Ambulance (prt/bra: Ambulância - Um Dia de Crime) é um filme de ação e suspense americano de 2022, dirigido por Michael Bay e baseado no filme homônimo dinamarquês de 2005. É estrelado por Jake Gyllenhaal, Yahya Abdul-Mateen II, e Eiza González, com uma história seguindo dois irmãos adotivos que roubam um banco e sequestram uma ambulância para fugir, mantendo uma socorrista como refém. Originalmente anunciado em 2015, Ambulance só começou sua produção em 2020 com a chegada de Bay, querendo algo para trabalhar depois de seu último projeto ser cancelado pela pandemia de COVID-19.